# Carlo Felice Buzio
Carlo Felice Buzio (Vignale Monferrato, 24 marzo 1886 – Varese, 11 marzo 1977) è stato un ingegnere, inventore e imprenditore italiano, pioniere dell'aviazione italiana. Fu progettista degli idrovolanti Macchi L.2, M.3, M.4, M.5 e M.6, e lavorò anche alla progettazione ed allo sviluppo della torpedine aerea Rainaldi-Corbelli.

## Biografia

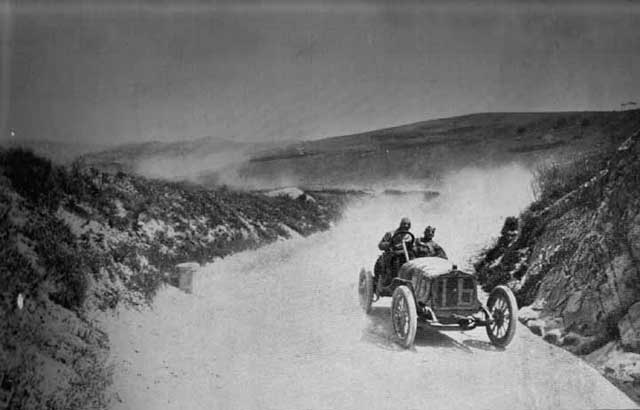
Felice Buzio su Clément-Diatto alla Targa Florio del 1907.

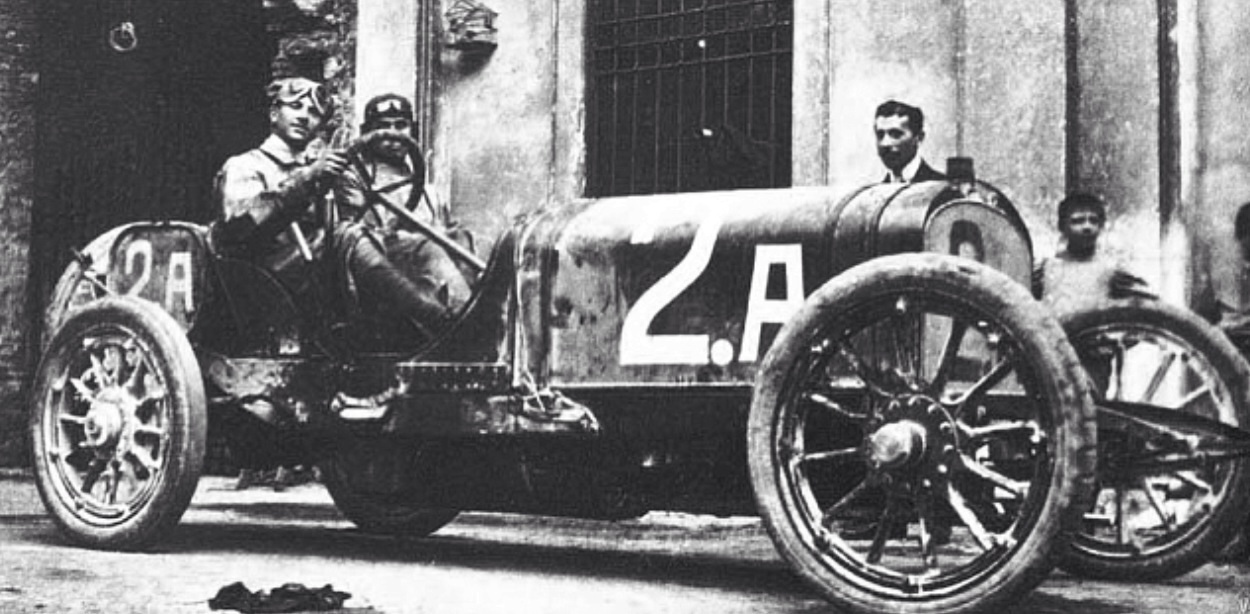
Felice Buzio su Clément-Diatto alla Coppa di Velocità, tenutasi a Brescia il 2 settembre 1907.

Nacque a Vignale Monferrato il 24 marzo 1886. Dopo aver conseguito la laurea in ingegneria, fece la sua prima esperienza nel campo della costruzione di automobili lavorando all'interno della fabbrica Diatto di Torino, poi consociatasi con la francese Clément-Bayard. 
Per conseguire esperienza andò a Parigi, lavorando presso lo stabilimento Clément-Bayard nell'impianto relativo all'assemblaggio delle automobili. In quegli anni ebbe anche una intensa attività di pilota agonistico al volante sia delle Diatto sia delle Clément-Bayard, e anche delle Isotta-Fraschini. Guidando queste ultime conseguì ottimi piazzamenti in particolare nella Milano-San Remo, nelle Targhe Florio e nel Gran Premio di Bologna.
Insieme all'ingegnere Restelli e a un altro socio, costituì l’azienda per la costruzione di motori aeronautici Rebus. Nel 1912 prese contatti con la Società Anonima Aeronautica Macchi per la costruzione di aeroplani militari, di proprietà dell'ingegnere Giulio Macchi, e dietro la sua proposta fu stabilita un'alleanza con la francese Nieuport, produttrice di aerei allora all'avanguardia e già conosciuti ed apprezzati dal Regio Esercito, acquistando le relative licenze di produzione. A lui si devono i progetti di diversi velivoli Macchi, tra cui i primi idrovolanti Macchi L.2, M.3, M.4, M.5 e M.6. 
Tra il 1917 e il 1918 lavorò alla costruzione dei prototipi della Torpedine aerea Rainaldi-Corbelli, progettata dall'ingegner Ugo Rainaldi. Il capitano Adelchi Manzoni organizzò un team tecnico finanziario, composto da Buzio (aerodinamica), dal signor Corbella della Ditta Corbella & Longoni (motore), dal signor Bovolato (costruzione dell'apparecchio di volo), e dall'ingegner G. Cerri (sorveglianza), e  Rainaldi (bombe e sistemi di lancio). Dal Malpensa i primi due prototipi vennero trasferiti sul campo d'aviazione di Furbara, dove venne allestito un apposito sistema di lancio con hangar e rotaia. Il secondo prototipo andò perso a causa dell'esplosione di uno dei cilindri del motore Corbella da 100 hp avvenuta durante una prova a terra nel maggio 1918, che causò la morte di un ignaro spettatore. La produzione fu spostata da Malpensa a Varese, dove egli divenne responsabile della costruzione dell'apparecchio di volo, mentre Rainaldi dei sistemi di controllo e di lancio. Dopo la costruzione di ulteriori due prototipi, tutti persi durante i voli di collaudo, la fine della prima guerra mondiale pose fine ad ogni attività di sviluppo.
Stabilitosi definitivamente a Varese, passò dai motori aeronautici a quelli automobilistici, aprendo in via Orrigoni una officina meccanica con annessa autorimessa concessionaria della Alfa Romeo. Dopo l'armistizio dell'8 settembre 1943, al fine di evitare requisizioni da parte di tedeschi e dei fascisti, smontò parecchi autoveicoli e ne nascose i pezzi che poi, al termine della guerra, rimontò con cura e precisione vendendo i veicoli.
A partire dal 1950, e negli anni successivi, vendette in grande quantità, le Lambrette, e poi ampio l'attività trasferendola in via Belforte, divenendo concessionario della Innocenti per la vendita di motocicli ed auto, e quindi delle Mini Morris e delle BMW, sempre assistito da sua moglie, la signora  Olimpia Macecchini. Si spense a Varese l'11 marzo 1977.

### Annotazioni
1. ↑  Tra quelle macchine vi era anche una Fiat 500 Topolino appartenente ad un noto professionista di Varese, che venne in seguito donata a Monsignor Tarcisio Pigionatti per le sue intense attività civili e religiose.

### Fonti
1. 1 2 3 4  Pedroletti 2018, p. 26.
2. ↑  Ferrari 2005, p. 20.
3. 1 2 3 4 5  Pedroletti 2018, p. 27.
4. ↑  Elli 2013, p. 25.
5. 1 2 3 4 5 6  Ali Antiche n.102, aprile-giugno 2012, p. 27.